# Нагорода американської Гільдії продюсерів 2010
22 церемонія вручення нагород Американської гільдії продюсерів пройшла 22 січня 2011 року в Беверлі Хілтон у Лос-Анджелесі.
Окрім конкурсних нагород, Гільдія відзначила окремо роботу деяких продюсерів. Зокрема Джеймс Камерон отримав нагороду Майлстоун, Том Генкс та Гарі Гьотсман — нагороду Нормана Ліра за видатні досягнення на телебаченні, Скотт Рудін — нагороду Девіда О. Селзніка за досягнення у кінематографі, Лора Зіскін — нагорода за візуальні досягнення, Шон Пенн — нагорода Стенлі Крамера, RealD — нагорода за досягнення в авангарді.

## Переможці та номінанти
Наступний список відображає переможців та номінантів даної нагороди, переможці виділяються жовтим кольором. Хрестиками (†) позначені фільми, що отримали премію Оскар за найкращий фільм. Зірочками (*) позначені фільми, що були номіновані на премію Оскар за найкращий фільм.

### Кінематограф

#### Найкращий продюсер— Кінофільм
| Фільм               | Продюсери                                              |
| ------------------- | ------------------------------------------------------ |
| 127 годин *         | Денні Бойл, Крістіан Колсон                            |
| Боєць *             | Девід Хоберман, Тодд Ліберман, Марк Волберг            |
| Діти в порядку *    | Гарі Гілберт, Джеффрі Леві-Хінт, Селін Реттрей         |
| Залізна хватка *    | Етан Коен, Джоел Коен, Скотт Рудін                     |
| Історія іграшок 3 * | Дарла К. Андерсон                                      |
| Місто злодіїв       | Басил Айваник, Грехем Кінг                             |
| Початок *           | Крістофер Нолан, Емма Томас                            |
| Промова короля *    | Айейн Каннінг, Еміль Шерман, Гарет Унвін               |
| Соціальна мережа *  | Дана Брунетті, Кеан Чаффін, Майкл Де Лука, Скотт Рудін |
| Чорний лебідь *     | Скотт Франклін, Майк Медавой, Браян Олівер             |

#### Найкращий продюсер— анімаційний фільм
| Фільм                   | Продюсери                                    |
| ----------------------- | -------------------------------------------- |
| Історія іграшок 3 *     | Дарла К. Андерсон                            |
| Нікчемний Я             | Джон Коен, Джанет Хілл, Крістодер Меледандрі |
| Як приборкати дракона * | Бонні Арнольд                                |

#### Найкращий продюсер— документальний фільм
| Фільм                                        | Продюсери                                            |
| -------------------------------------------- | ---------------------------------------------------- |
| Клієнт 9: Сходження і падіння Еліота Спіцера | Майкен Бейрд, Алекс Гібні, Джедд Вайдер, Тодд Вайдер |
| Внутрішня справа *                           | Чарльз Фергюсон, Одрі Маррс                          |
| В очікуванні Супермена                       | Леслі Чілкотт                                        |
| Зруйнуй його камеру                          | Лінда Сіффір, Адам Шлесінгер                         |
| Історія Тільмана                             | Джон Баттсек                                         |
| Скляна Земля                                 | Райд Каролін, Дебора Скрантон                        |

### Телебачення

#### Найкращий продюсер— Комедійний серіал
| Фільм                | Продюсери |
| -------------------- | --- |
| Американська сімейка | Стівен Левітан, Крістофер Ллойд, Джефф Мортон, Ден О'Шеннон, Джейсон Вінер, Біл Врубель, Денні Цукер                     |
| Офіс                 | Ренді Кондрей, Грег Деніелз, Говард Кляйн, Пол Ліберштайн                                                                |
| Угамуй свій запал    | Алек Берг, Леррі Девід, Джефф Гарлін, Тім Гіббонс, Девід Мендель, Ерін О'Мейллі, Джефф Шаффер                            |
| 30 потрясінь         | Марсі Клайн, Давід Майнер, Роберт Карлок, Тіна Фей, Джері Капфер, Лорн Майклз, Девід Майнер, Джефф Річмонд, Дон Скардіно |
| Хор                  | Райан Мерфі, Ян Бреннен, Данте Ді Лорето, Бред Фалчук, Кенет Сільверштайн                                                |

#### Найкращий продюсер— Драматичний серіал
| Фільм            | Продюсери |
| ---------------- | --- |
| Божевільні       | Ліза Альберт, Скотт Хорнбахер, Андре Жакметтон, Блейк МакКормік, Двейн Шаттук, Метью Вайнер                                                  |
| Декстер          | Сара Коллетон, Джон Голдвін, Роберт Ллойд Льюіс, Клад Філіпс                                                                                 |
| Загублені        | Джек Бендер, Брайан Барк, Керлтон К'юз, Рауф Глазгоу, Джин Хіггінс, Адам Хоровіц, Едвард Кітсіс, Деймон Лінделоф, Ліз Сернофф, Пол Звишебскі |
| Справжня кров    | Алан Е. Болл, Брайан Бакнер, Грегг Фінберг, Марк МакНейр, Ненсі Олівер, Раелл Такер, Александер Ву                                           |
| Пуститися берега | Меліса Бернштайн, Вінс Гіліган, Марк Джонсон, Стюард Ліонс, Мішелз МакЛарен                                                                  |